# Саяд Стальская
Саяд Стальская (лезг. СтӀал Саяд; 1880—1900) — лезгинская поэтесса.

## Биография
Саяд Стальская была пятой дочерью в крестьянской семье Гасан-Гусейна в одном из селений Кюринского округа, Ашага-Стале. Когда Саяд выросла и полюбила бедного юношу Шихрагима из своего села, её брат Агакиш потребовал от жениха калым в размере 100 рублей. Жених продал всё, что можно было продать и дважды обходил своих родственников, чтобы собрать необходимую сумму. Однако смог собрать лишь 87 рублей. Тогда Саяд выдали замуж за нелюбимого человека Исмаила из Хюрехюра.
После нескольких месяцев замужества Саяд отправилась погостить у старшей и любимой сестры Гулан и к мужу не вернулась, хотя носила под сердцем ребёнка. Ни уговоры мужа, ни угрозы старосты Пампура и брата не заставили Саяд передумать. После рождения сына здоровье Саяд пошатнулось. Перед смертью ей разрешили в последний раз увидеть любимого Шихрагима. Она скончалась на 20 году жизни.

## Творчество
Произведения поэтессы почти не получили письменного оформления в условиях дореволюционного Дагестана, сохранившись в памяти народных масс. Творческое наследие Саяд Стальской составляет около 100 стихотворений, изданных в XX веке отдельным сборником. Стихи воспевают несчастную девичью и женскую долю. Свои переживания и разлуку с возлюбленным Саяд выразила в своих стихах «Я за нелюбимого не выйду», «Последние дыхания» и др..

Саяд-пери, без смысла жизнь твоя,
Что этот мир — чёрная могила.
«Ох, пусто семя счастья твоего», -
Так все мне говорят, любимый.
В переводе Арбена Кардаша:
Птицы, птицы, расскажите,
Что случилось с Шихрагимом?
Жизнь моя темней могилы,
Вы вольны, как пилигримы.
Кто же вызволит из ада,
Милый мой, меня с тобою?
Бог ужель не видит тучи,
Что над нашей головою?...